# Gälen
Als Gälen (Eigenbezeichnung auf Irisch Gael, schottisch-gälisch Gàidheal, auf Englisch Gaels) werden ethno-linguistisch die Sprecher der goidelischen Sprachen bezeichnet, d. h. des Irischen, des Schottisch-Gälischen sowie des Manx in Irland, Schottland und auf der Isle of Man.
Die Bezeichnung Gälen ist vom altirischen Goídel abgeleitet und ähnelt der Bezeichnung Gallier, mit denen die (das festlandkeltische Gallisch sprechende) Bevölkerung Galliens bezeichnet wurde. Im Irischen wurde aus dem alten Goídel das moderne Gael, im Schottisch-Gälischen Gàidheal.
Gälisch wird heute vor allem im Englischen und in den goidelischen Sprachen nicht nur in Bezug auf jene Sprachen verwendet, sondern darüber hinaus auch als Adjektiv (z. B. als Bezeichnung für die traditionellen irischen Sportarten: Gaelic games, Na Cluichí Gaelacha).
Die gälische Bevölkerung wird heute auf etwa eine halbe Million geschätzt, davon etwa 355.000 in Irland (260.000 in der Republik Irland, 95.000 in Nordirland) und 60.000 in Schottland.
Die Gälen leben heute vor allem in den Gaeltacht-Gebieten Irlands, auf den Hebriden, die zu Schottland gehören, und auf der Isle of Man, aber auch außerhalb Europas als Nachfahren irischer oder schottischer Auswanderer, etwa in den USA oder Kanada.

## Referenzen
- https://www.dictionary.com/browse/Gael (englisch)